# Arena Football League 1998
Die Arena-Football-League-Saison 1998 war die 12. Saison der Arena Football League (AFL). Ligameister wurden die Orlando Predators, die die Tampa Bay Storm im ArenaBowl XII bezwangen.

## Teilnehmende Mannschaften
| Anzahl Mannschaften | 14                                         |
| ------------------- | ------------------------------------------ |
| Neu in der Liga     | Houston ThunderBears, Grand Rapids Rampage |
| Ausgeschieden       | Anaheim Piranhas, Texas Terror             |

## Regular Season
| Team                    | Overall | Overall | Overall |
| Team                    | S       | W       | SQ      |
| ----------------------- | ------- | ------- | ------- |
| National Conference     |         |         |         |
| Eastern Division        |         |         |         |
| x-Albany Firebirds      | 10      | 4       | 0.714   |
| y-New Jersey Red Dogs   | 8       | 6       | 0.571   |
| New York CityHawks      | 3       | 11      | 0.214   |
| Southern Division       |         |         |         |
| x-Tampa Bay Storm       | 12      | 2       | 0.857   |
| y-Orlando Predators     | 9       | 5       | 0.643   |
| y-Nashville Kats        | 9       | 5       | 0.643   |
| Florida Bobcats         | 3       | 11      | 0.214   |
| American Conference     |         |         |         |
| Central Division        |         |         |         |
| x-Houston Thunderbears  | 8       | 6       | 0.571   |
| Milwaukee Mustangs      | 7       | 7       | 0.500   |
| Iowa Barnstormers       | 5       | 9       | 0.357   |
| Grand Rapids Rampage    | 3       | 11      | 0.214   |
| Western Division        |         |         |         |
| x-Arizona Rattlers      | 10      | 4       | 0.714   |
| y-San Jose SaberCats    | 7       | 7       | 0.500   |
| Portland Forest Dragons | 4       | 10      | 0.286   |

Legende:
| Siege              | Niederlagen           | Unentschieden      | SQ gewonnene Spiele (relativ) |
| P+ gemachte Punkte | P- gegnerische Punkte | x = Division Titel | y = Playoffs erreicht         |

## Playoffs
| Viertelfinale | Viertelfinale | Viertelfinale |    |           | Halbfinale | Halbfinale | Halbfinale |  |  | ArenaBowl XII | ArenaBowl XII | ArenaBowl XII |
|               |               |               |    |           |            |            |            |  |  |               |               |               |
| 1             | Tampa Bay     | 65            |    |           |            |            |            |  |  |               |               |               |
| 8             | San Jose      | 46            |    |           |            |            |            |  |  |               |               |               |
| 8             | San Jose      | 46            | 1  | Tampa Bay | 49         |            |            |  |  |               |               |               |
|               |               |               | 1  | Tampa Bay | 49         |            |            |  |  |               |               |               |
|               | 7             | New Jersey    | 23 |           |            |            |            |  |  |               |               |               |
| 2             | 7             | New Jersey    | 23 | Albany    | 59         |            |            |  |  |               |               |               |
| 2             |               |               |    | Albany    | 59         |            |            |  |  |               |               |               |
| 7             | New Jersey    | 66            |    |           |            |            |            |  |  |               |               |               |
| 7             | New Jersey    | 66            | 1  | Tampa Bay | 31         |            |            |  |  |               |               |               |
|               |               |               |    | Tampa Bay | 31         |            |            |  |  |               |               |               |
|               | 4             | Orlando       | 62 |           |            |            |            |  |  |               |               |               |
| 3             | 4             | Orlando       | 62 | Arizona   | 50         |            |            |  |  |               |               |               |
| 3             |               |               |    | Arizona   | 50         |            |            |  |  |               |               |               |
| 6             | Houston       | 36            |    |           |            |            |            |  |  |               |               |               |
| 6             | Houston       | 36            | 3  | Arizona   | 33         |            |            |  |  |               |               |               |
|               |               |               | 3  | Arizona   | 33         |            |            |  |  |               |               |               |
|               | 4             | Orlando       | 38 |           |            |            |            |  |  |               |               |               |
| 4             | 4             | Orlando       | 38 | Orlando   | 53         |            |            |  |  |               |               |               |
| 4             |               |               |    | Orlando   | 53         |            |            |  |  |               |               |               |
| 5             | Nashville     | 43            |    |           |            |            |            |  |  |               |               |               |

### ArenaBowl XII
Der ArenaBowl XII wurde am 23. August 1998 in der Amalie Arena in Tampa, Florida ausgetragen. Das Spiel verfolgten 17.222 Zuschauer.
ArenaBowl MVP wurde Rick Hamilton (Orlando Predators)

## Regular Season Awards
| Award                | Gewinner      | Position    | Team              |
| -------------------- | ------------- | ----------- | ----------------- |
| Most Valuable Player | Rick Hamilton | Linebacker  | Orlando Predators |
| Ironman of the Year  | Chad Dukes    | Runningback | Albany Firebirds  |
| Coach of the Year    | Tim Marcum    | Head Coach  | Tampa Bay Storm   |

## Zuschauertabelle
| Team                    | Zuschauerschnitt |
| ----------------------- | ---------------- |
| Albany Firebirds        | 10.629           |
| Arizona Rattlers        | 15.785           |
| Florida Bobcats         | 2.413            |
| Grand Rapids Rampage    | 9.666            |
| Houston ThunderBears    | 4.697            |
| Iowa Barnstormers       | 9.249            |
| Milwaukee Mustangs      | 14.663           |
| Nashville Kats          | 12.514           |
| New Jersey Red Dogs     | 9.662            |
| New York CityHawks      | 6.662            |
| Orlando Predators       | 14.781           |
| Portland Forest Dragons | 10.045           |
| San Jose SaberCats      | 14.401           |
| Tampa Bay Storm         | 11.389           |
| Ligadurchschnitt        | 10.594           |